# Szent György-templom (Szucsáva)
A szucsávai Szent György-templom (Biserica Sfântul Gheorghe), másként „a Metropolita temploma” alapítója III. Bogdán és Ștefăniță volt, és 1514-1522 között épült. Falfestése az újabb kutatások szerint a 16. század első felében készült. A templom Sfântul Ioan cel Nou, a tatárok által megölt szent ereklyéjéről széles körben ismert kegyhely lett. 1796-ban új szentélyrekesztő (ikonosztáz) készült, továbbá a belsőben a pronaosz és a naosz közötti falat áttörték, ezzel feltárva a belső tér szentély felőli oldalát. Új ablaknyílásokat is létesítettek az ikonosztáz melletti részen, nyilvánvalóan a templom megvilágításának javítására törekedve. 1870-ben megújultak a szentélyrekesztő képei. 1875-1876 között átépült a templom tetőzete. Az együttes újabb helyreállítására 1904-1910 között, Karl Romstorfer osztrák építész vezetésével került sor.
A templom a Moldvában szokásos összetett térrendszer alapelveit követi. Elrendezése neamți kolostoregyházéval rokon. Az előtér, (exonarthex), majd a pronaosz kupolás térségein áthaladva tárul fel a naosz, ahol a toronyszerűen kiemelt négyezet körül háromkaréjos téralakítás készült. Kívül az épület szintén a neamți kolostortemplom képét idézi.
Déli homlokzatán fennmaradt az egykori külső falfestés is. E képek – feltehetően – Petru Rareș uralkodása idején készültek. Az Istenanyát dicsőítő „Akathisztosz himnusz”, továbbá „Jessze nemzetségfájá”-nak képjelenetei utalnak az alkotás művészi jelentőségére.
Belül az épületet nagy műszaki tudással alakították ki. Belső falfestésének középpontja szokás szerint a főkupolán megjelenő „Pantokrátor”-ábrázolás. Alatta kerubok, apostolok és próféták, majd a „Mennyei hierarchia” ábrázolása jelenik meg. Változatosan bontakoznak ki felülről lefelé az újtestamentumi képek, továbbá a moldvai szentek alakjainak sora. A „Szent János csontjainak átvitele Szucsávába" a hajó délkeleti pillérén kapott helyet. E helyi vonatkozású ábrázolások sajátossá színezik az ortodox felfogású, de sok tekintetben mégis egyénien eredeti kompozíciót. A meglehetősen épségben fennmaradt alkotások értékét a 20. század kezdetén történt átfestés csökkentette.
Harangtornya (Turnul clopotniței) 1589-ben épült.
A harangtorony közelében található az előtérből, hajóból és oltártérből álló kápolna(Bisericua). A bejárat fölötti írás tanúsága szerint Miron Barnovschi-Movilă uralkodása idején, 1626-1629 között építtette Anastasie Crimca püspök. Nyugati homlokzatán 1895-ben Vladimir Mironescu négy jelenetben örökítette meg a Szucsávában különlegesen tisztelt János vértanú legendáját.

## Lásd még
- Észak-moldvai kolostorok